# Agnivaṃśa
Gli Agnivaṃśa (in sanscrito अग्निवंश), anglizzato in Agnivansha, o dinastia del fuoco, sono una delle tre principali dinastie del popolo indiano dei Rajput, accanto alla dinastia solare (Sūryavaṃśa) e alla dinastia lunare (Candravaṃśa). Rivendicano la discendenza da Agni, il dio vedico del fuoco.
A differenza delle altre due dinastie, gli Agnivaṃśa non compaiono nella letteratura mitologica antica. La loro introduzione sembra essere dovuta a Padmagupta, un poeta del X secolo d.C., alla corte della dinastia Paramara che governò la regione di Malwa. La sua opera Navasāhasāṅkacharita sembra essere la prima fonte in cui è menzionata l'origine Agnivaṃśa della dinastia Paramara.
La leggenda fu poi resa popolare nel corso dei secoli successivi, e oggi molti clan dei Rajput rivendicano la discendenza da questa dinastia.